# Pholcus turcicus
Pholcus turcicus là một loài nhện trong họ Pholcidae. Loài này được phát hiện ở Thổ Nhĩ Kỳ.